# Durango
Durango, oficialmente Estado Libre y Soberano de Durango, es uno de los treinta y un estados que, junto con la Ciudad de México, conforman México. Su capital y ciudad más poblada es Victoria de Durango. Está dividido en treinta y nueve municipios.
Está ubicado en la región noroeste del país, limitando al norte con Chihuahua, al noreste con Coahuila, al sureste con Zacatecas, al sur con Nayarit y al oeste con Sinaloa. Con 123 364 km² es el cuarto estado más extenso —por detrás de Chihuahua, Sonora y Coahuila—, con 1 832 650 habitantes en 2020, el octavo menos poblado —por delante de Zacatecas, Aguascalientes, Tlaxcala, Nayarit, Campeche, Baja California Sur y Colima, el menos poblado— y con 14,85 hab/km², el segundo menos densamente poblado, por delante de Baja California Sur. Fue fundado el 8 de julio de 1563.
Su capital es la ciudad homónima: Durango, aunque su nombre oficial es Victoria de Durango en honor al primer presidente de México, Guadalupe Victoria, quien fue originario de este estado.

## Toponimia
El nombre del estado proviene de su capital homónima, la cual fue nombrada como Durango, que significa en euskera “Vega rodeada de agua y montañas”, por Francisco de Ibarra, conquistador español procedente de la población de Éibar, cercana a la villa de Durango, en la provincia vasca de Vizcaya, en España.
Gutiérrez Tibón[cita requerida], estudioso de este y otros temas, considera la posibilidad de que el significado sea “vega entre alturas” o “vega extensa”; o sea, tierra plana y fértil limitada por elevaciones, o muy grande. Durango puede traducirse también como “helechal”, “lugar de helechos”, según aparece en el libro Etimología de Apellidos Vascos, de Isaac López Mendizábal. Finalmente, otra versión que aparece en la Enciclopedia de México dice que Durango quiere decir “más allá del agua”.

## Símbolos

### Bandera
|  | La bandera es un blasón color blanco de proporciones 4:7 con el Escudo de Durango en el centro. |

### Escudo
|  | El escudo está blasonado así: El escudo de armas posee uno de los siguientes elementos: un árbol de roble de color café, y con un follaje abundante en un vivo color verde; dos lobos, en fondo azul; dos ramas de palma color verde a manera de guirnalda en ambos lados del escudo, las que van enlazadas por sus tallos con un moño de color rojo en la parte inferior. Todo esto enmarcado en un armazón color café bronce; en la parte superior del escudo aparece la corona real de color amarillo oro con piedras azules en sus arcos verticales y piedras en formas de rombo en su base, estas se encuentran incrustadas y alternan en rojo y azul, al interior de la corona se encuentra un forro rojo vivo; finalmente en la parte alta de la corona se remata con una esfera que representa el globo terráqueo rematado por una cruz latina. |

## Historia
La exploración española comenzó en 1531 con la expedición de Nuño Beltrán de Guzmán. En las siguientes décadas, especialmente bajo el mando de Francisco de Ibarra, se fundaron asentamientos más adentro del territorio y aún más al norte de la ciudad de Zacatecas, cuando fueron descubiertos yacimientos de plata. Ibarra nombró esa nueva área como Nueva Vizcaya en recuerdo de la Provincia de Vizcaya que se ubica en el noreste de España. La Nueva Vizcaya incluyó a los actuales estados mexicanos de Chihuahua y Durango, así como ciertas áreas del oriente de Sonora y Sinaloa, y los actuales municipios de Coahuila: Torreón, Viesca, San Pedro, Francisco Madero, Matamoros, Parras, General Cepeda, Arteaga, Ramos Arizpe y Saltillo, en una franja de unos 200 km de oeste a este, partiendo del actual límite estatal entre Coahuila con Zacatecas y Durango, y hacia el Norte de dichos municipios. La región cayó bajo la jurisdicción judicial de la Real Audiencia de Guadalajara, así como su administración.
En 1552 el capitán Ginés Vázquez de Mercado descubrió uno de los yacimientos de hierro más ricos del mundo. Además de este descubrimiento, la región también era famosa por las riquezas de sus minas. Muestra de esto, son las minas que le pertenecían al Conde del Valle de Súchil. En las siguientes décadas los franciscanos, seguidos de los jesuitas, comenzaron la evangelización de Nueva Vizcaya, asentando los cimientos de una gran diócesis. Las poblaciones Nombre de Dios, Peñol (Peñón Blanco), San Juan Bautista del Río, Analco, Indé, Topia, La Sauceda, Cuencamé y Mezquital surgieron del trabajo evangelizador de la orden franciscana. Mapimi, Santiago Papasquiaro, Tepehuanes, Guanacevi, Santa María del Oro, Tamazula, Cerro Gordo (Villa Ocampo), San Juan de Bocas (Villa Hidalgo) y otros dos núcleos que eran originalmente franciscanos, La Sauceda y Cuencame, fueron fundados por religiosos de la Sociedad de Jesús tras invitación del gobernador Rodrigo del Río de Lossa.
Como parte de las Reformas borbónicas, en 1777 las provincias del norte del Virreinato fueron organizadas en la Comandancia General de las Provincias Internas, la cual fue una entidad autónoma del Virreinato en cuestiones militares y administrativas, pero apoyada financieramente por el mismo.

## Geografía

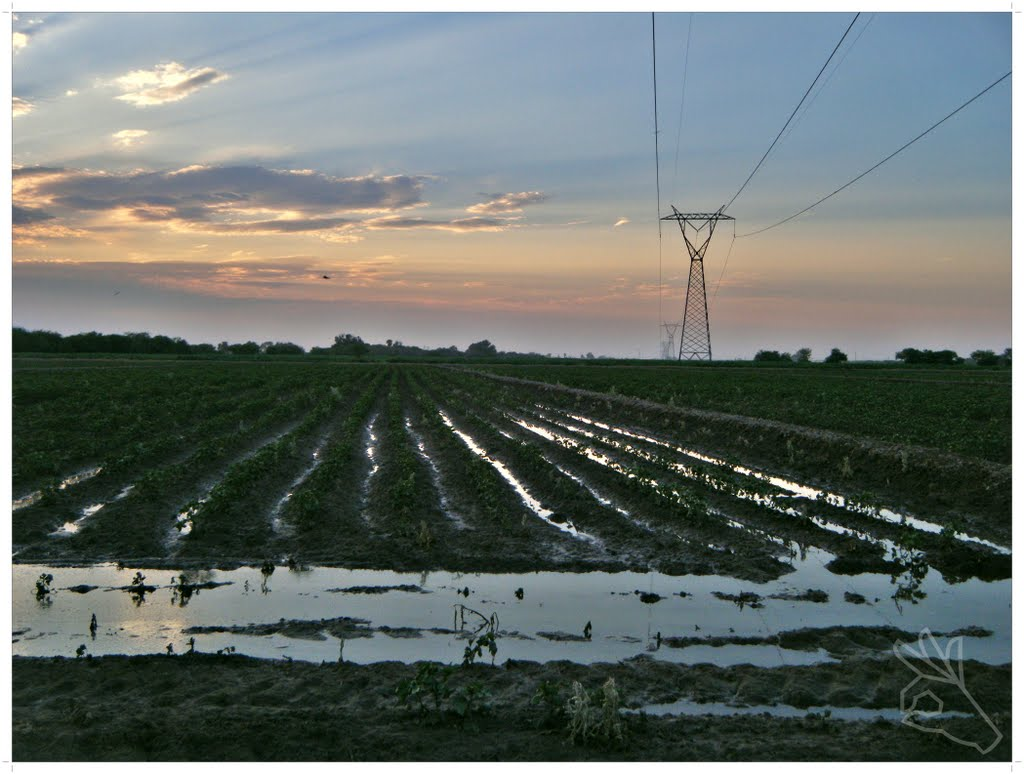
Surcos en las afueras de Gómez Palacio

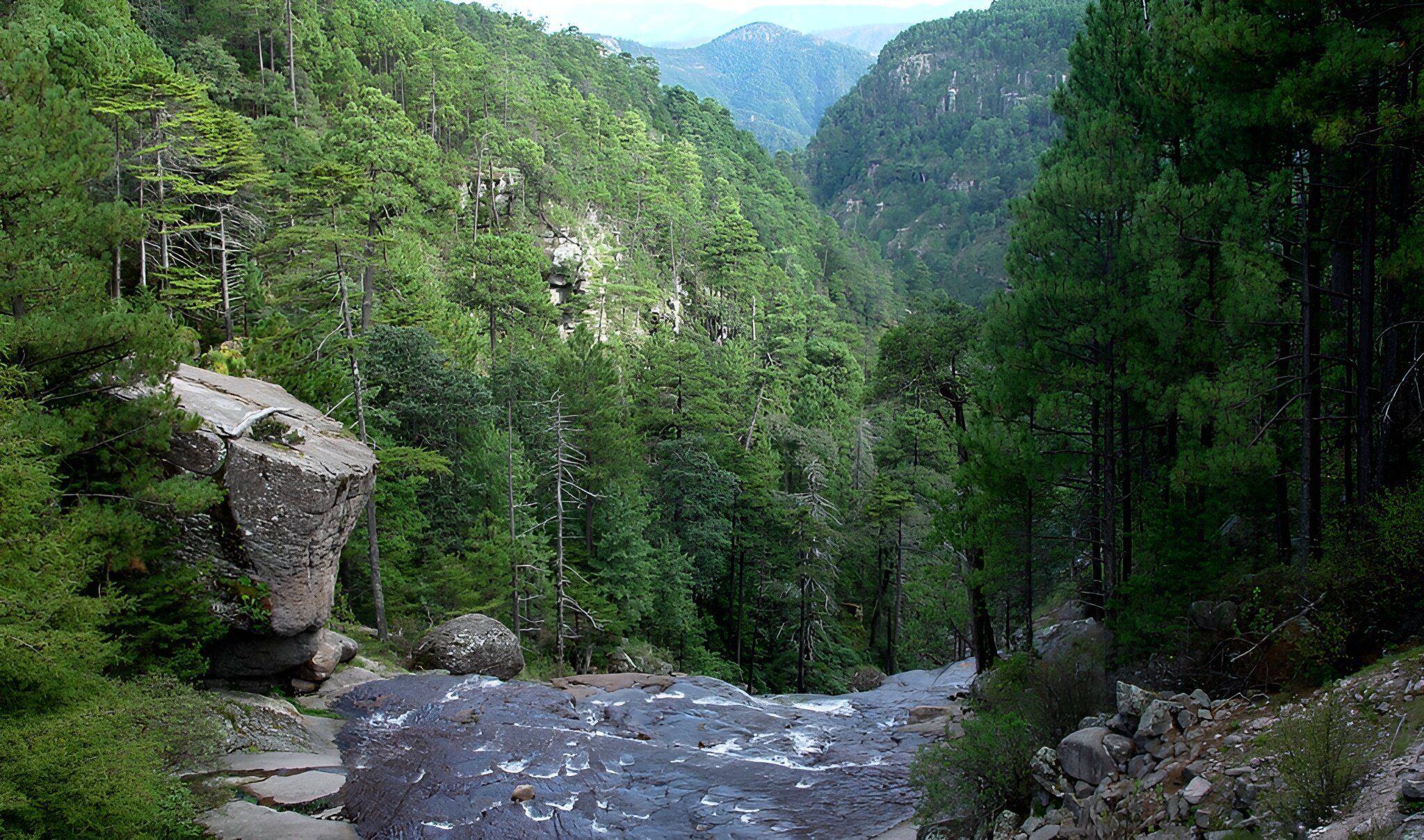
Vista del cañón y el bosque de coníferas en Mexiquillo.

Con 123,451.2 km2 Durango representa aproximadamente el 6.3% de todo el territorio de México. Es el cuarto estado más grande y se ubica en el extremo noroeste de la Mesa del Centro, donde se encuentra con la Sierra Madre Occidental—los picos más altos del estado. El estado tiene una elevación promedio de 1,775 metros sobre el nivel del mar, con una elevación promedio de 1,750 m en la región de los Valles y 2,450 m en la región de la Sierra. La ciudad de Durango se encuentra en las estribaciones de la Sierra Madre Occidental, con una elevación de 1.857 m.
Durango no tiene salida al mar, limita con Chihuahua, Coahuila, Zacatecas, Nayarit y Sinaloa. Está dividido en 39 municipios, según la Constitución de México de 1917, y desde entonces se han realizado varias divisiones adicionales.

### Clima
En la mayor parte del estado el clima es frío y muy seco (con lluvias fuertes durante todo el año: de 200 a de los valles al Bolsón). 
En lo alto de la sierra el clima es mucho más helado con lluvias en todo el año, e invierno con heladas y nevadas (debido a las bajas temperaturas y los vientos húmedos procedentes del Pacífico). Precipitación media y una temperatura promedio de 16 °C.
La zona central y sierra del estado incluyendo la capital cuentan con un clima frío la mayor parte del año, aunque en el sonido popular se menciona que esta zona cuenta con el clima correcto en la estación correcta, es decir, en primavera se registran temperaturas de hasta 35º, en verano lluvias intensas y en invierno esta zona es una de las más frías del país. Vale la pena mencionar que en el estado se encuentra la zona más fría de México; que es una zona del municipio de Guanaceví enclavada en la sierra Madre Occidental que registra las temperaturas más bajas del país al igual que la comunidad de Santa Bárbara, esta última en el municipio de Durango; con temperaturas mínimas que oscilan en los -20 °C y la comunidad La Rosilla con temperaturas mínimas récord que oscilan en los -26 °C.

### Hidrografía
La hidrografía está representada por las corrientes principales del Río Nazas: Aguanaval, Baluarte, Mezquital, Acaponeta, Tepehuanes, Ojo Caliente, Tamazula y otras corrientes secundarias o afluentes de éstos, que forman parte de la vertiente del Pacífico.
La mayoría de los ríos del estado de Durango, aunque nacen dentro del territorio del propio estado, desembocan en el mar o en lagunas o presas localizadas en otras entidades.

### Flora y fauna
Durango se ha distinguido por su fauna en los últimos años ya que se han reencontrado animales declarados extintos como el oso negro mexicano y se han documentado alrededor de 30 individuos de oso gris (grizzly). El lobo mexicano casi desapareció en el estado de Durango durante el siglo XX, grupos de protección a la fauna local lograron reproducir y reintroducir al lobo mexicano a su hábitat natural en acuerdos con los rancheros y autoridades del estado. El puma, o león de montaña parece frecuentar las sierras de pino-encino duranguenses. En altos bosques de la Sierra Madre Occidental se encuentra una especie rara de ábeto, llamado abies duranguenses, crece en los municipios colindantes con Sinaloa y Chihuahua. Este estado es famoso por su abundante población de alacranes.
| Flora y fauna de Durango |                    |                    |               |                   |
|                          |                    |                    |               |                   |
| Alacrán                  | Oso Negro          | Oso Gris           | Lobo Mexicano | Puma              |
|                          |                    |                    |               |                   |
| Águila real              | venado cola blanca | víbora de cascabel | lince rojo    | guajolote salvaje |
|                          |                    |                    |               |                   |
| Encino                   | Pino               | Nopal              | Sotol         | Cactus erizo      |

## Política

### Gobierno
La Constitución Política de los Estados Unidos Mexicanos establece en su artículo 115: «Los estados adoptarán, para su régimen interior, la forma de gobierno republicano, representativo, democrático, laico y popular, teniendo como base de su división territorial y de su organización política y administrativa, el municipio libre» y en su artículo 116: «El poder público de los estados se dividirá, para su ejercicio, en Ejecutivo, Legislativo y Judicial, y no podrán reunirse dos o más de estos poderes en una sola persona o corporación, ni depositarse el legislativo en un solo individuo». La ciudad de Victoria de Durango es capital de Durango y sede de los poderes ejecutivo, legislativo y judicial.

#### Poder ejecutivo

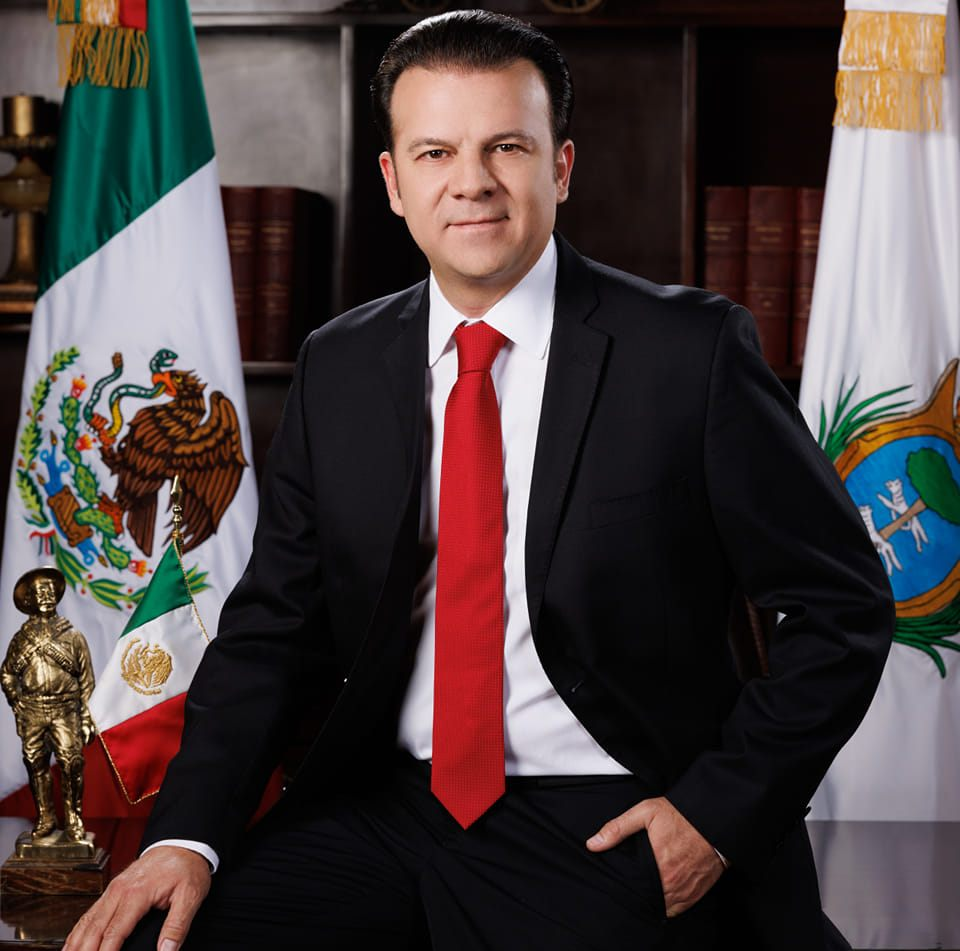
Estéban Alejandro Villegas Villarreal, gobernador de Durango para el periodo 2022-2028.

El poder ejecutivo recae sobre un solo individuo denominado oficialmente «gobernador del Estado Libre y Soberano de Durango», cuyo mandato dura un periodo de seis años y no podrá ser reelecto bajo ninguna circunstancia. Su elección es, según su carta magna, «directa, a través del voto universal, libre, secreto e intransferible de los ciudadanos que cumplan con los requisitos que establece la ley». El actual gobernador es Estéban Alejandro Villegas Villarreal, miembro del Partido Revolucionario Institucional, electo en las elecciones locales de 2022; inició su encargo el 15 de septiembre de 2022 y concluirá el 14 de septiembre de 2028.
Entre sus facultades y obligaciones se encuentra, cumplir y ejecutar las leyes, ser la cabeza del Gobierno y representante jurídico del Estado en todos sus negocios, mantener la seguridad ciudadana, velar por el desarrollo económico, rendir el informe anual de sus labores, presentar iniciativas de ley al Congreso del Estado, coordinarse y firmar acuerdos con el Gobierno Federal o los gobiernos municipales, etc.
Para el despacho de los asuntos que le compete al gobernador, es auxiliado por la Administración Pública del Estado de Durango, un conjunto formalizado de agencias gubernamentales que tienen a su cargo diversas carteras. Está conformada por:
- Administración Pública Centralizada. Organizadas por trece secretarías de Despacho y la Fiscalía General del Estado de Durango, encargada de la investigación y persecución de los delitos del fuero común cometidos en el estado.
- Administración Pública Paraestatal. Conformada por un sinfín de entidades, que según la ley, son todas aquellas que tienen encomendadas alguna función de la administración pública, y no forma parte de la Administración Pública Centralizada o de las tareas que se encargan los órganos constitucionales autónomos.

#### Poder legislativo

Diputados de la LXX Legislatura por partido político:
PRI
Morena
PAN
MC
PVEM

El poder legislativo se deposita sobre una asamblea unicameral llamada oficialmente «Congreso del Estado Libre y Soberano de Durango». Se compone de veinticinco diputados locales que se renueva cada tres años en una legislatura, de los cuales quince de ellos son electos por sufragio directo en cada uno de los distritos electorales en los que se divide el estado por mayoría relativa y diez son electos por sufragio indirecto por una lista de representación proporcional. Se instaló el 8 de septiembre de 1824. Su actual legislatura es la LXX Legislatura, electa en las elecciones locales de 2024; se inauguró el 1 de septiembre de 2024 y concluirá sus funciones el 31 de agosto de 2027.
Entre sus funciones, además de la creación de las leyes, está: la revisión de los informes anuales entregados por el gobernador y los órganos constitucionales autónomos, la toma de protesta de los servidores públicos, la ratificación o designación de ciertos cargos, etc.
El Congreso cuenta con diversos órganos de gobierno:
- Mesa Directiva. Se encarga de su gobierno interior. Está conformada por un presidente —que a su vez es el presidente del Congreso— y un vicepresidente, así como dos secretarios.
- Junta de Coordinación Política. Se encarga de la coordinación de los grupos parlamentarias que componen la legislatura. Está conformada por un presidente —que a su vez es el coordinador del grupo parlamentario más grande—, dos secretarios y dos vocales.
- Comisiones ordinarias. Se encarga de las tareas cotidianas del Congreso.
- Comisiones dictaminadores. Se encarga de la revisión previa a la discusión de las propuestas de ley en el proceso legislativo y se encuentran divididas por temáticas.

#### Poder judicial
El poder judicial está compuesto por el Tribunal Superior de Justicia, el Tribunal Laboral Burocrático, el Tribunal de Menores Infractores, el Tribunal de Justicia Laboral, los juzgados de primera instancia, los juzgados municipales y el Centro Estatal de Justicia Alternativa.
El Tribunal Superior de Justicia tiene la función de corte suprema, tribunal de última instancia en Durango; está conformado por diecinueve magistrados. Para seleccionar a sus magistrados, el gobernador propone una terna compuesta de tres candidatos al Congreso, que elige a uno de ellos. El presidente del Tribunal Superior de Justicia es la cabeza del poder judicial, y es electo por el pleno del tribunal para un periodo de seis años, reelegible hasta por otro periodo inmediato; asimismo, hay un vicepresidente el Tribunal Superior de Justicia, el suplente para las faltas temporales o permanentes del presidente. El actual presidente es Ángel Gerardo Bonilla Saucedo, designado el 21 de febrero de 2024 por votación unánime después de la renuncia de Yolanda de la Torre Valdez.
El Tribunal Laboral Burocrático tiene la función de resolver las controversias entre los trabajadores públicos al servicio del Estado y sus municipios. El Tribunal de Menores Infractores tiene la función de resolver casos de delitos tipificados cometidos por menores de edad, específicamente de mayores de doce años hasta antes de los dieciocho cumplidos.

#### Órganos constitucionales autónomos
Los órganos constitucionales autónomos son ajenos a los tres poderes del Estado, no forman parte de ninguno de ellos y el nombramiento de sus miembros nace directamente de la constitución (de ahí su nombre) a través de mecanismos; «tendrán personalidad jurídica y patrimonio propios, gozarán de autonomía técnica, operativa, presupuestaria y de gestión en el ejercicio de sus atribuciones». Todos sus integrantes son nombrados por el Congreso de Durango para periodos que no pueden ser reelectos. Entre sus facultades y obligaciones se encuentran: iniciar propuesta de ley en materia de sus competencias, proponer el proyecto de su presupuesto anualmente, sujetarse al régimen de fiscalización estatal y enviar al Congreso un informe anual de sus labores.
Durango cuenta con cuatro órganos constitucionales autónomos:
- Instituto Electoral y de Participación Ciudadana del Estado de Durango: es uno de los treinta y dos órganos públicos locales electorales (OPLE) del país, y es encargado de la celebración de elecciones en Durango: gobernador, diputados locales y ayuntamientos, así como cualquier otro proceso electoral.
- Comisión Estatal de Derechos Humanos: su labor es recibir quejas de actos que vulneren los derechos humanos por parte de los funcionarios del gobierno estatal o municipales, por excepción del Poder Judicial del Estado.
- Instituto Duranguense de Acceso a la Información Pública y de Protección de Datos Personales: su labor es garantizar el acceso a la información y la protección de los datos personales en poder de los sujetos obligados.
- Instituto de Evaluación de Políticas Públicas: es la encargada de calificar el desempeño de las políticas públicas y de generar información para orientar las decisiones de los tres poderes.

## Economía

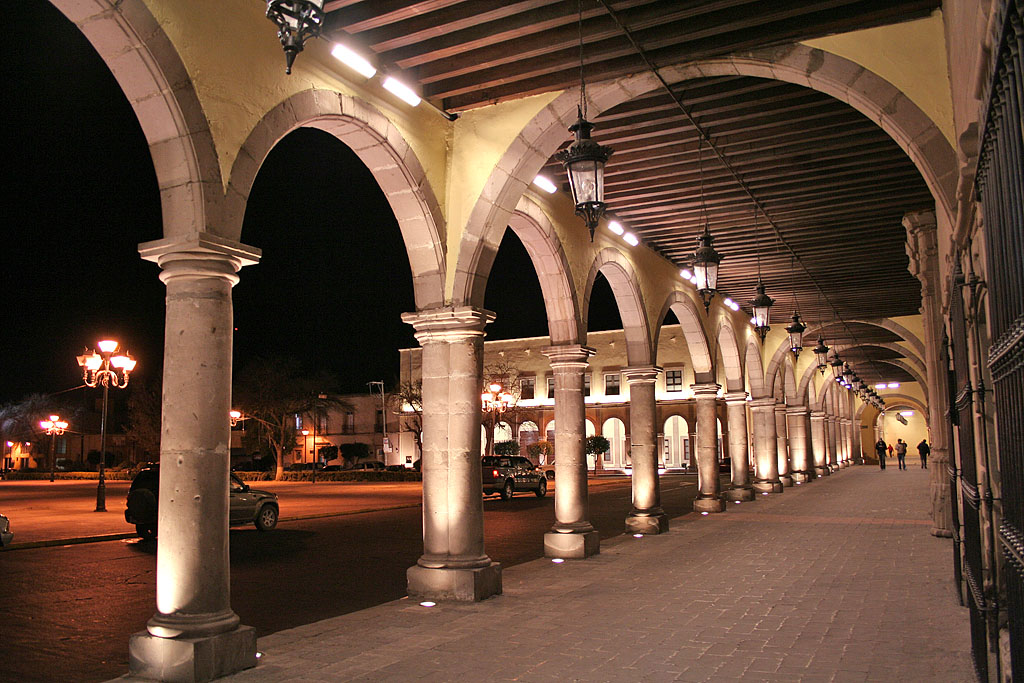
Turismo nocturno en la Ciudad de Durango.

El producto interno bruto (PIB) de Durango representa 1.2% con respecto al PIB nacional (2015). De cada 100 pesos aportados a la economía de Durango, 55.99 son por las actividades terciarias, 35.10 por las secundarias y 8.91 por las primarias. Hay 50 452 establecimientos: 47 de cada 100 se dedican al comercio, 95 de cada 100 establecimientos son microempresas. La rama de actividad más importante de la entidad es la elaboración de alimentos para animales con 10.8% del valor de la producción total. De cada 100 personas económicamente activas, 96 están ocupadas. De cada 100 personas ocupadas: 57 trabajan en el comercio y los servicios, 68 son trabajadores subordinados con remuneración, 40 se emplean en microempresas.
La minería constituye quizá la rama económica que mayor riqueza genera en el estado. Durango es la segunda entidad productora de oro y de plata en el país, después de Sonora, tercero en plomo, quinto en cobre y sexto en zinc. Sin embargo, los beneficios económicos de la producción de metales preciosos no se aprecian en los centros mineros que se han convertido en simples unidades de extracción de riqueza. En ellos solamente habitan los trabajadores absolutamente indispensables para operar: técnicos y obreros, reducidos en número por la alta tecnificación que caracteriza a los procesos de extracción y beneficio.

## Turismo
Durango se ha convertido en uno de los estados turísticos más importantes por sus paisajes y lugares turísticos para visitar es un lugar perfecto para disfrutar de alguna aventura, para personas que gustan de emociones fuertes[cita requerida]. Cuenta con cañones quebradas ríos y presas, cuenta con una gran diversidad geográfica para practicar varios deportes extremos como kayak, bicicleta de montaña, rapel, escalada libre y más[cita requerida], ya que Durango cuenta con imponentes quebradas, arroyos secos como el Puente de Ojuela ubicado en Mapimi, cascadas de hasta 80 metros de altura como lo es el Salto del Agua Llovida, lagos de más de 800 metros de diámetro[¿cuántos?] como el de Puentecillas, paisajes como Mexiquillo y su gran desierto donde se encuentra la famosa zona del Silencio, conocida por sus propiedades magnéticas similares al Triángulo de las Bermudas[cita requerida], así como la fauna y flora únicas de esa región.[cita requerida]

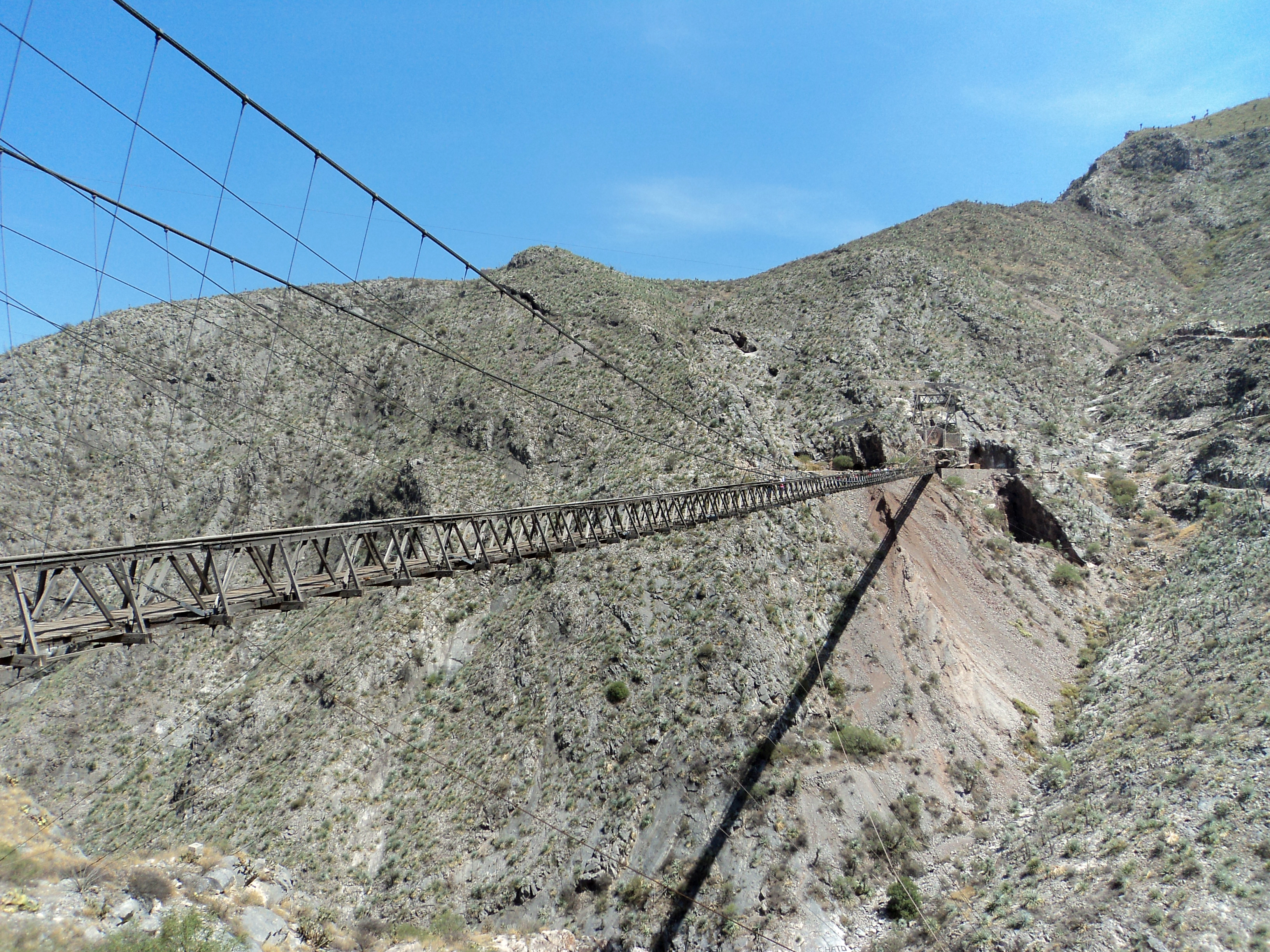
Puente de Ojuela en Mapimí

## Demografía
El estado de Durango cuenta con tan solo un millón ochocientos treinta y dos mil seiscientos cincuenta habitantes (1,832,650 según el Censo de Población y Vivienda 2020, INEGI), esta cantidad de población en el estado representa el 1.5 por ciento de la población nacional que es de 126 millones 014 mil 024 habitantes, ocupando así, la posición 25 de entre las 32 entidades federales. A pesar de la baja densidad demográfica que presenta, 14.85 habitantes/km², el 66.82% de la población se concentra en solo 3 de los 39 municipios duranguenses, Durango, Gómez Palacio y Lerdo. El resto, vive en localidades dispersas y pequeñas, ya que existen 6 258 comunidades en total en el estado. Según datos del año 2015, el 2% de la población mayor de 5 años en estado hablaba alguna lengua indígena. De estos, el 80% pertenecientes a la etnia tepehuana, cultura oriunda del territorio durangueño. Otros grupos indígenas más pequeños son los huicholes y los mexicaneros (cuyo origen se desconoce y su lenguaje es el náhuatl). El 67% de la población vive en zonas urbanas, por debajo del 76% de la media nacional. Los problemas que la migración rural a zonas urbanas ocasiona es uno de los temas más importantes para el gobierno de Durango, debido al crecimiento de la demanda de servicios públicos, entre otros.

## Población
Según los datos que arrojó la encuesta realizada por el Instituto Nacional de Estadística y Geografía 2020, el estado de Durango cuenta  con un total de 1,832,650 habitantes. De dicha cantidad, 890,149 son hombres y 942,501 son mujeres. La tasa de crecimiento para la entidad durante el período 2015-2020 fue del 4.43% su población absoluta es de 1,832,650 y su población relativa es de 14,85 personas cada km.

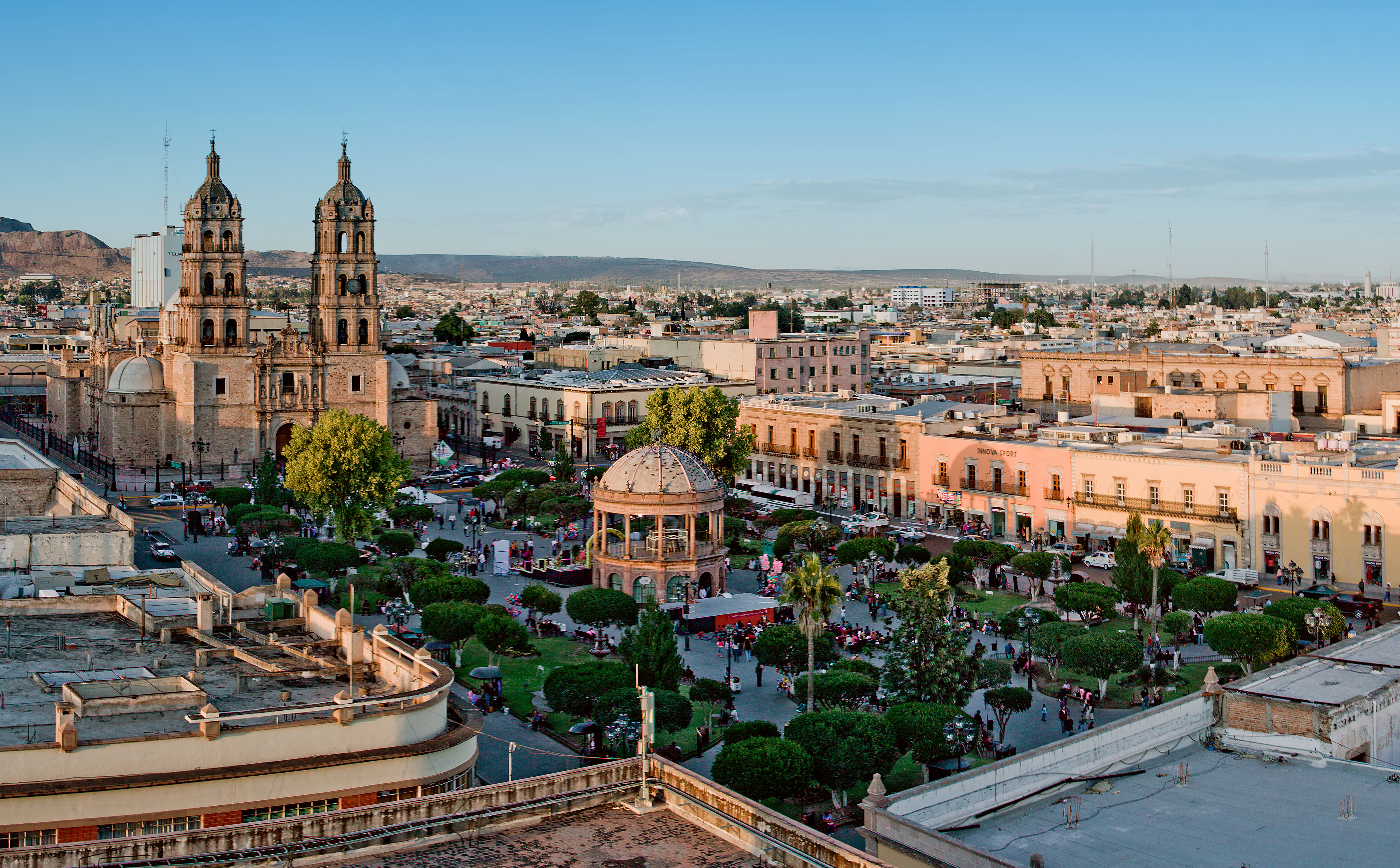
Durango
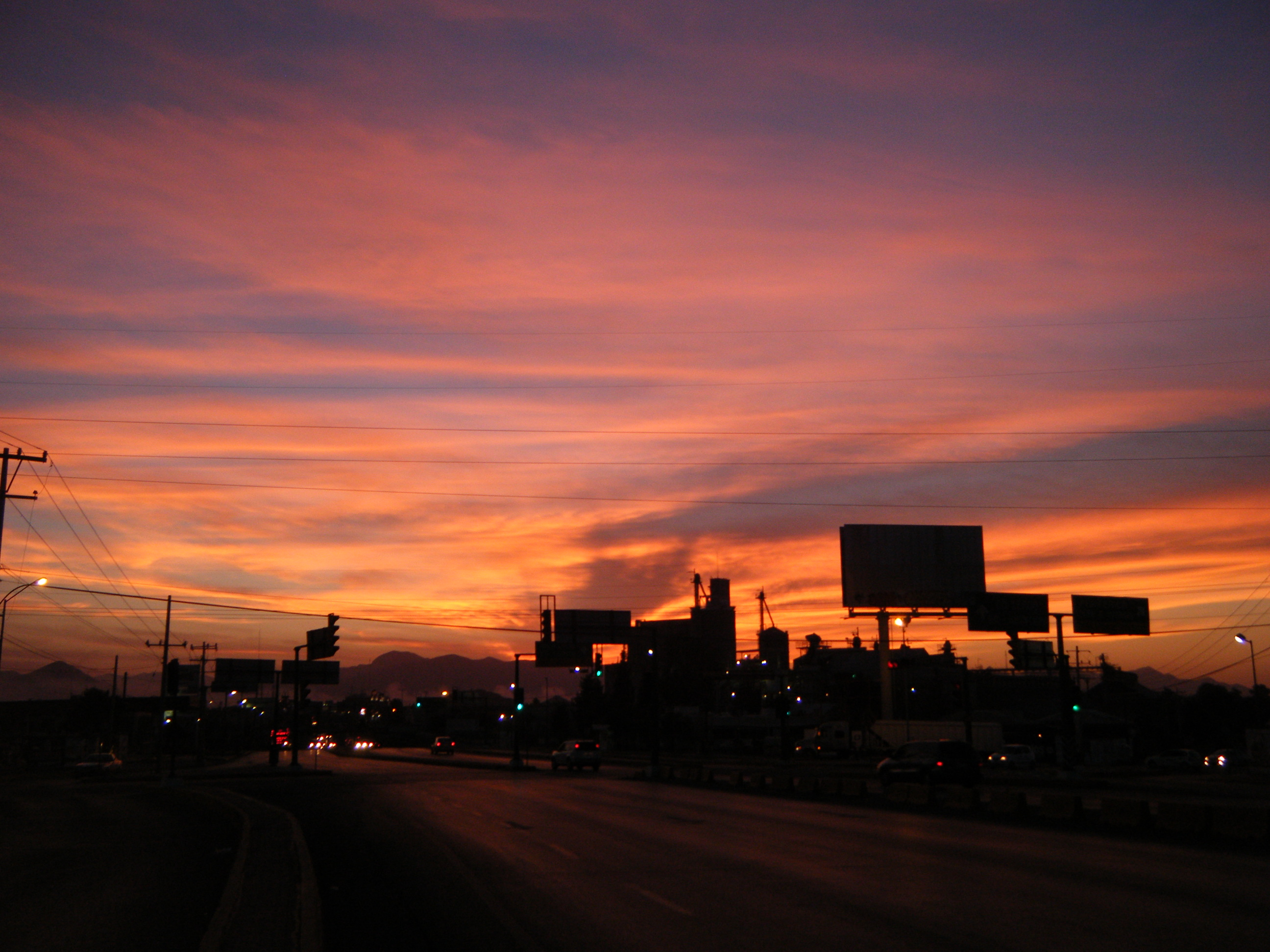
Gómez Palacio
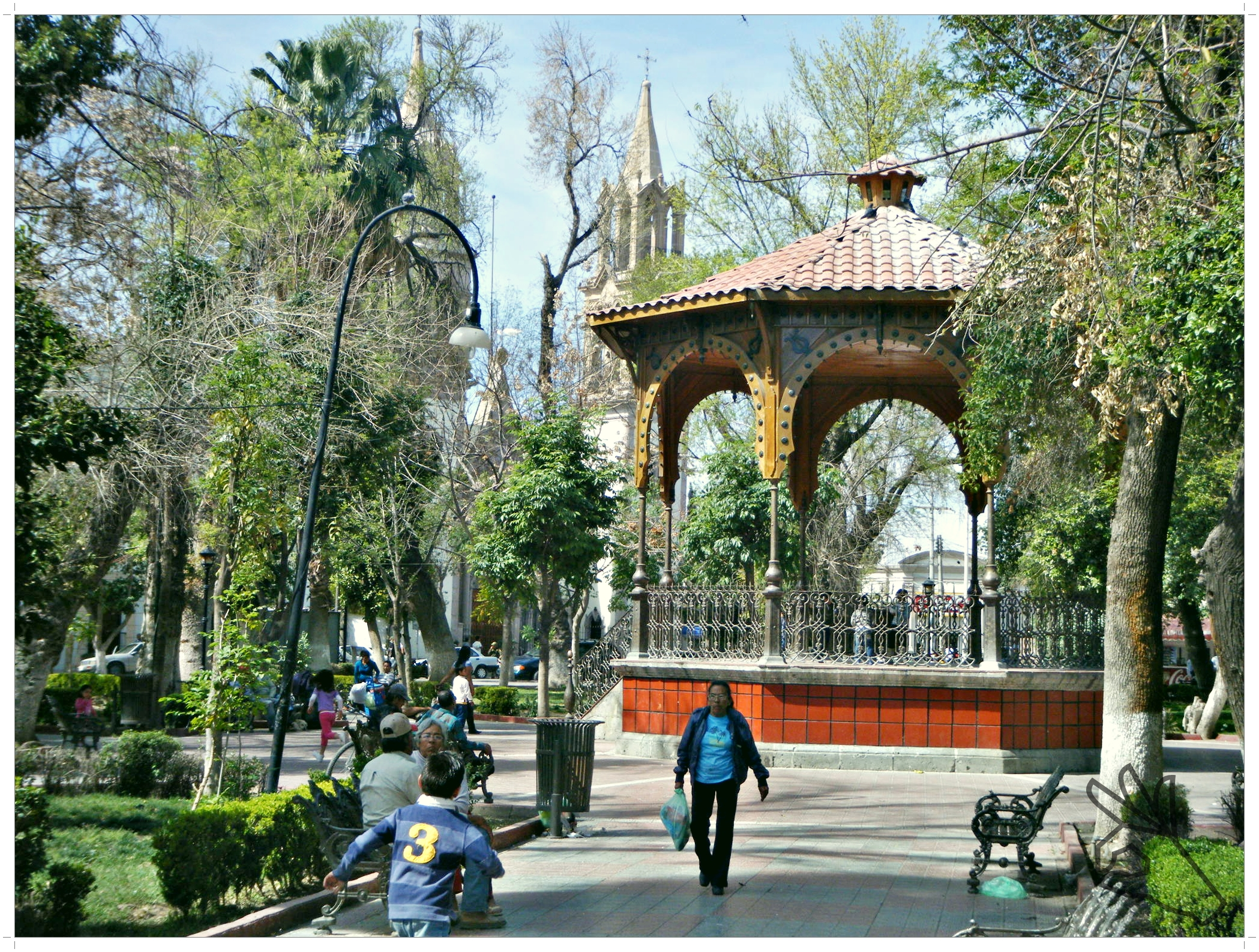
Lerdo
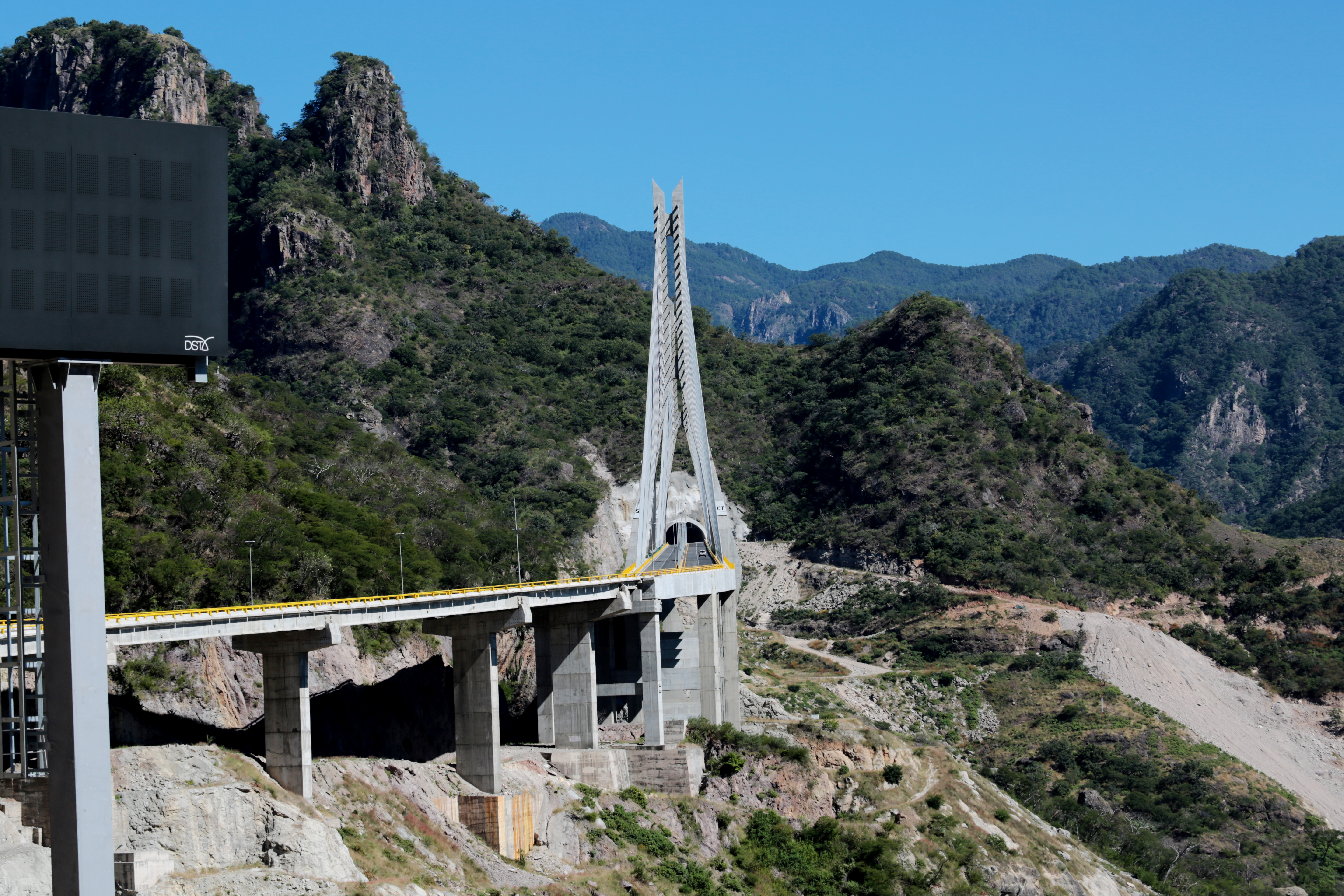
Pueblo Nuevo

### Ciudades más pobladas
.

### Municipios más poblados
| Los 10 municipios más poblados (2020) |                      |                             |           |
| Posición                              | Municipio            | Cabecera Municipal          | Población |
| 1                                     | Durango              | Victoria de Durango         | 688,697   |
| 2                                     | Gómez Palacio        | Gómez Palacio               | 372,750   |
| 3                                     | Lerdo                | Ciudad Lerdo                | 163,313   |
| 4                                     | Pueblo Nuevo         | El Salto                    | 51,269    |
| 5                                     | Santiago Papasquiaro | Santiago Papasquiaro        | 49,207    |
| 6                                     | Mezquital            | San Francisco del Mezquital | 48,583    |
| 7                                     | Guadalupe Victoria   | Guadalupe Victoria          | 36,695    |
| 8                                     | Cuencamé             | Cuencamé de Ceniceros       | 33,664    |
| 9                                     | Canatlán             | Canatlán                    | 31,454    |
| 10                                    | Nuevo Ideal          | Nuevo Ideal                 | 27,981    |

## Grupos étnicos
De los 65 grupos étnicos que hay en México, en el actual territorio duranguense conviven 5 etnias: Tepehuanes, mexicaneros o náhuatl,  huicholes, coras y tarahumaras o rarámuris. Los menonitas son otro importante grupo étnico alóctono que reside en el estado desde casi un siglo de haber llegado a México. 
Actualmente, la población indígena en el Estado de Durango es de aproximadamente 29 mil personas, cuyo grupo mayoritario es el tepehuano, seguido en una proporción inferior al 10 por ciento respecto a su número, por los huicholes, los coras, los mexicaneros náhuatl y los tarahumaras. La atención educativa a la población indígena se ha concentrado en la Región Sur del Estado, mediante un servicio educativo regular, con enfoque intercultural bilingüe, en 186 localidades y cientos de microlocalidades con servicios alternativos. En 345 escuelas, 612 maestros atienden a 11,025 alumnos en servicios regulares. El 7.0 por ciento de los alumnos indígenas cursan la educación inicial, el 8.0 la preescolar, el 64.4 la primaria, el 16.5 la secundaria, principalmente en la modalidad de telesecundaria, el 4.0 la media superior y menos del uno por ciento la educación superior; sin embargo, todavía existen más de 1,642 niños y jóvenes indígenas, de 5 a 14 años de edad, que no asisten a la escuela. (Secretaría de Educación, 2007).

### Creencias y religiones

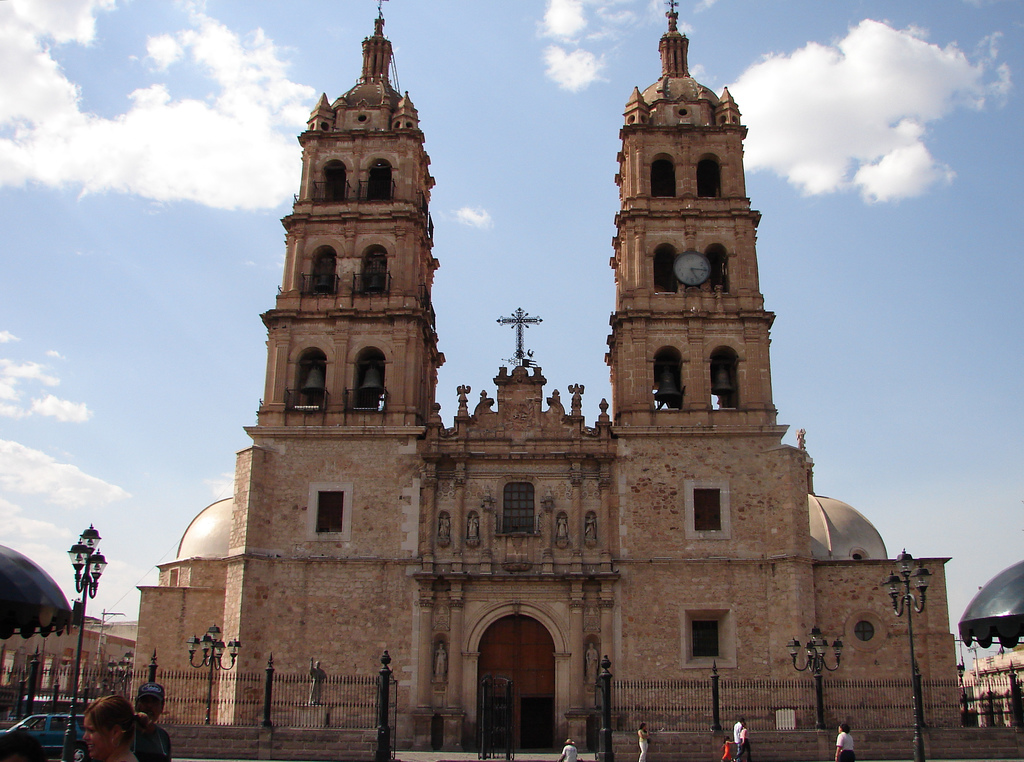
Catedral basílica de Victoria de Durango.

En Durango, la confesión de fe de mayor práctica y representación es el catolicismo. Durango está dividido en diócesis y parroquias según las áreas lingüísticas y geográficas que conforman a la entidad. 

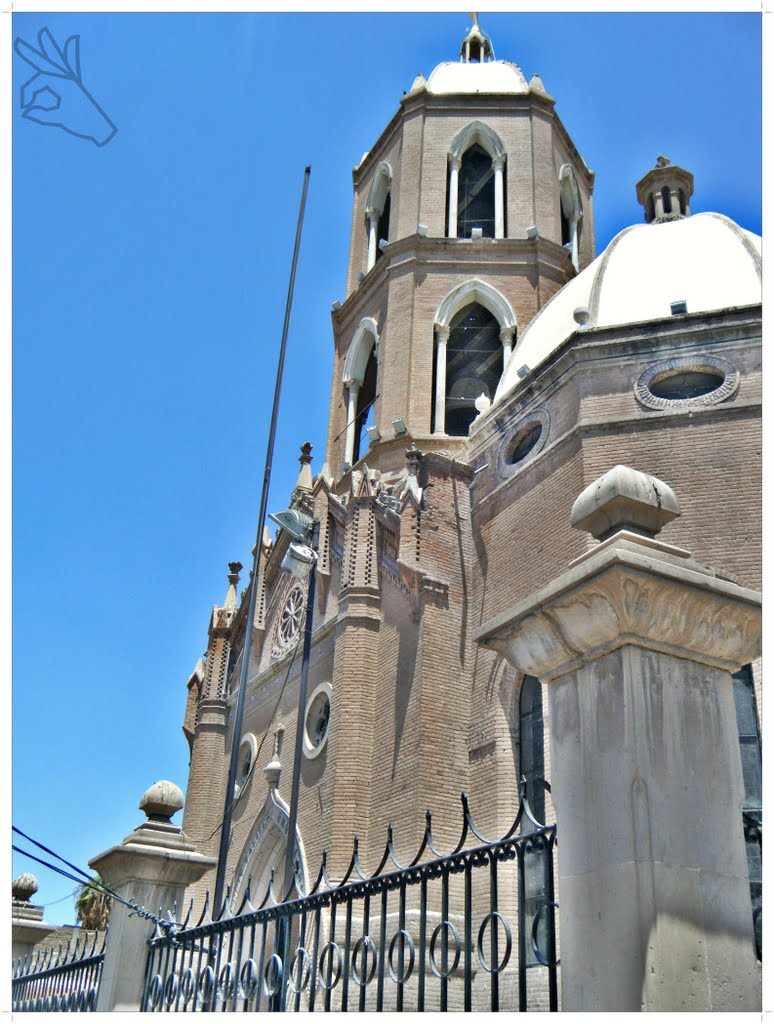
Parroquia de Guadalupe en Gómez Palacio.

## Educación

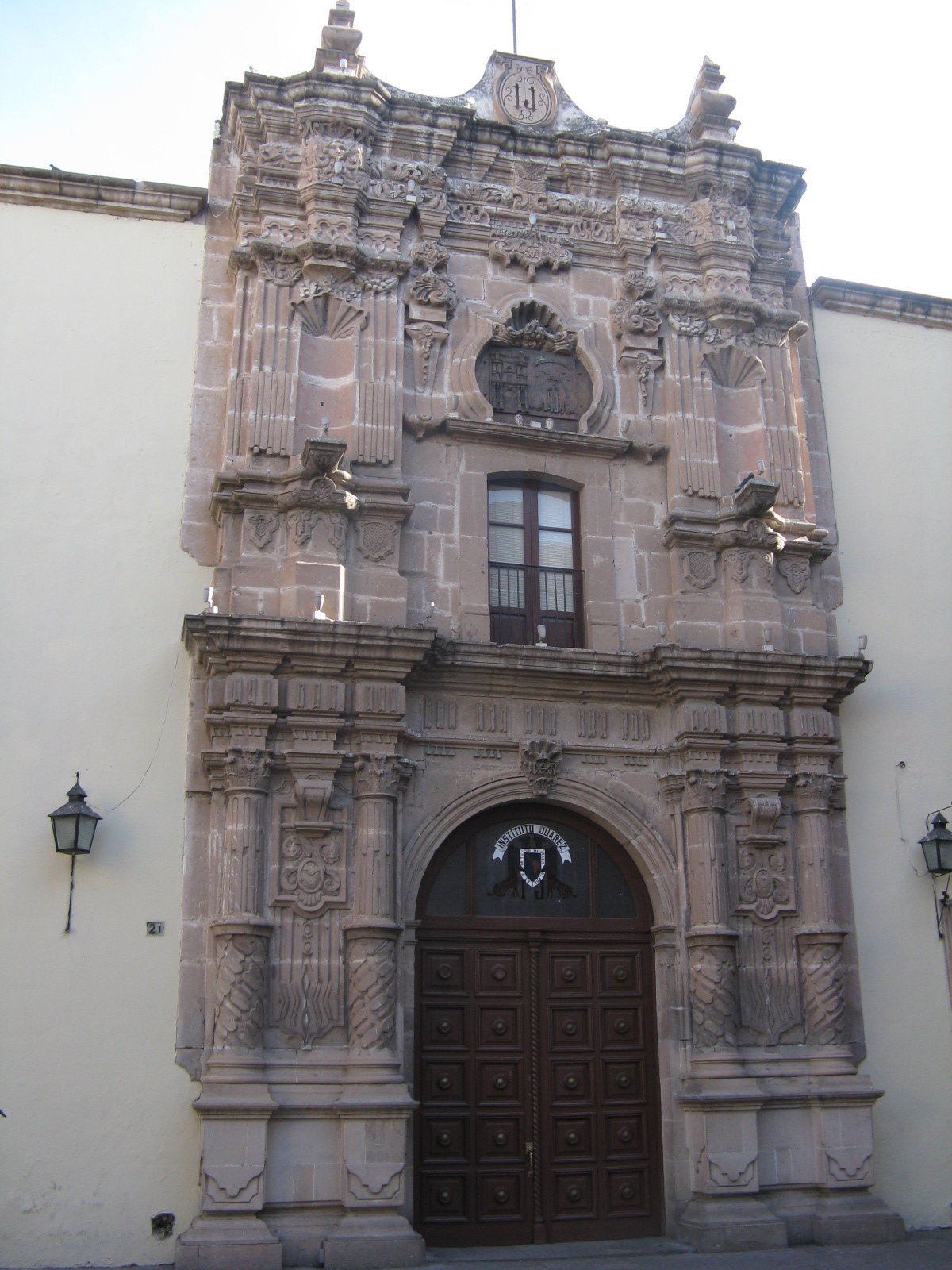
La Universidad Juárez del Estado de Durango.

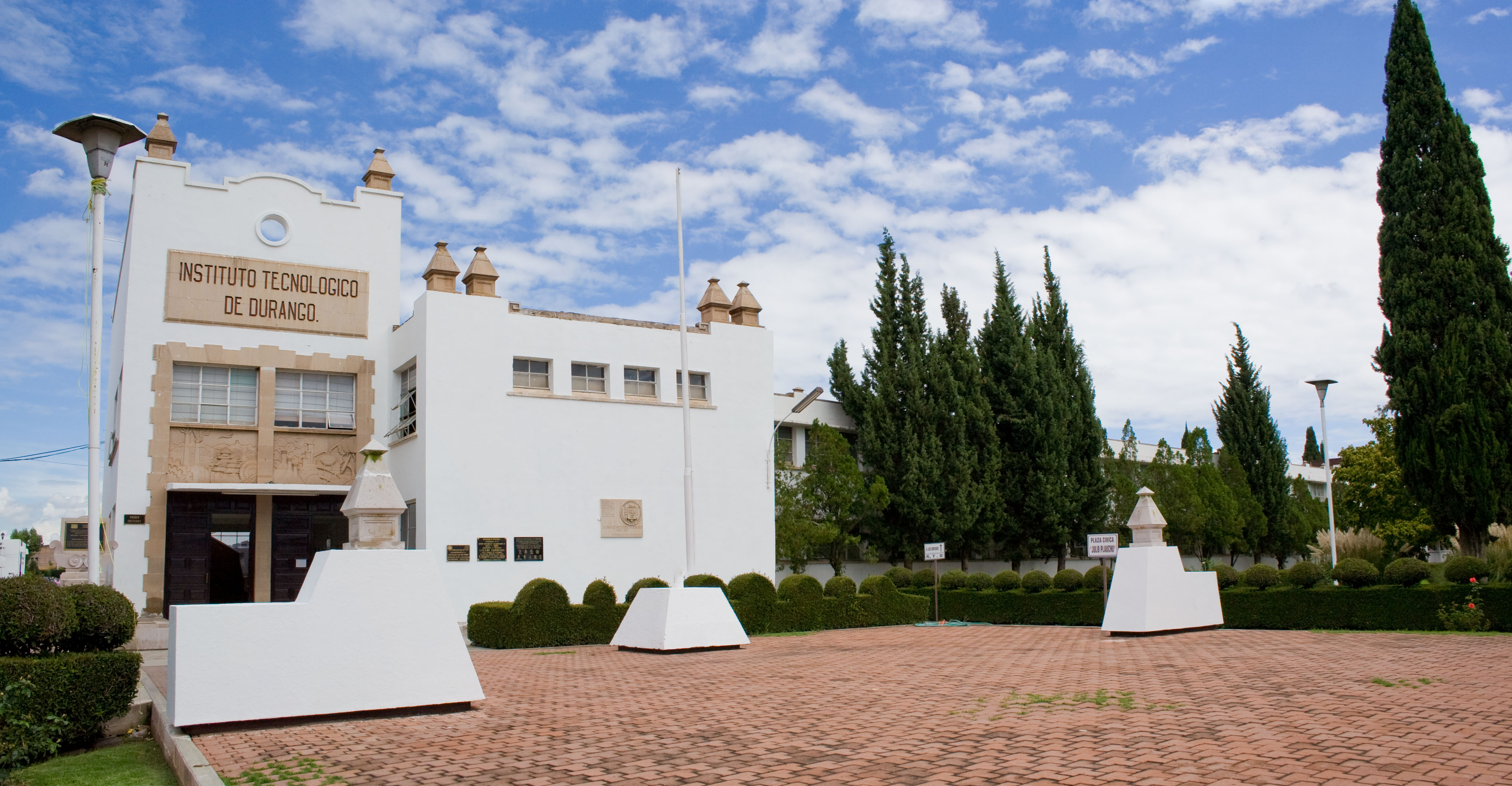
El Instituto Tecnológico de Durango.

El grado promedio de escolaridad de la población de 15 años y más desde 9.1 años de escolaridad, lo cual cubriría con la educación básica y secundaria (en promedio) concluidas. En personas de 15 años o más 4.2 de 100 personas no tienen ningún grado de escolaridad, 61.6 de 100 personas tienen sólo la educación básica terminada, 18.2 de 100 personas tienen educación media superior terminada. Sólo el 14.6 de 100 personas en Durango concluyen la educación superior.
Hacia el año de 1938 con su incorporación en la Universidad de México, adopta el lema "Por mi raza hablará el espíritu", su escudo actual, y en forma no oficial la influencia de los colores azul y oro, elementos todos de la Universidad Nacional Autónoma de México, a la cual, como se dijo, está incorporada la UJED.
A principios del año de 1957 el Instituto Juárez solo contaba en su haber con las Escuelas de Derecho, Preparatoria, Comercial Práctica, Enfermería, Música y Pintura. El 21 de marzo de 1957 el gobernador del Estado, el Lic. Francisco González de la Vega, publicó un decreto por el cual, el Instituto Juárez se eleva a la categoría de Universidad, llamándose desde entonces Universidad Juárez del Estado de Durango.
Algunos factores que determinaron el cambio de Instituto Juárez a Universidad, fueron: la necesidad del Estado de promover la producción socioeconómica, así como evitar la fuga de cerebros hacia otros estados más desarrollados, logrando así un mayor arraigo de los profesionistas en el estado.
Con el rango de Universidad se crearon las Escuelas de Medicina, Contaduría y Administración, y la de Medicina Veterinaria, con lo que se abría a nuevos campos del saber y a profesiones científicas con las que aún no se tenía contacto.
En 1948, cuando se funda la educación tecnológica en México a través de la Dirección General de Institutos Tecnológicos (DGIT) nace el Instituto Tecnológico de Durango siendo una institución de educación superior dentro del estado como miembro del sistema de enseñanza pública de la SEP. Ha desempeñado un papel muy importante por más de medio siglo entre la sociedad duranguense de la que ha formado profesionistas de muchas áreas de la ingeniería y algunas de las humanidades como la administración y la arquitectura.
La Unidad de Educación a Distancia, es una Unidad Académica del Instituto Tecnológico de Durango, puesta en operación en el año 2002, con apoyo del Gobierno del Estado, Gobierno Federal y en su momento la Dirección General de Institutos Tecnológicos, hoy Sistema Nacional de Educación Superior Tecnológica. 

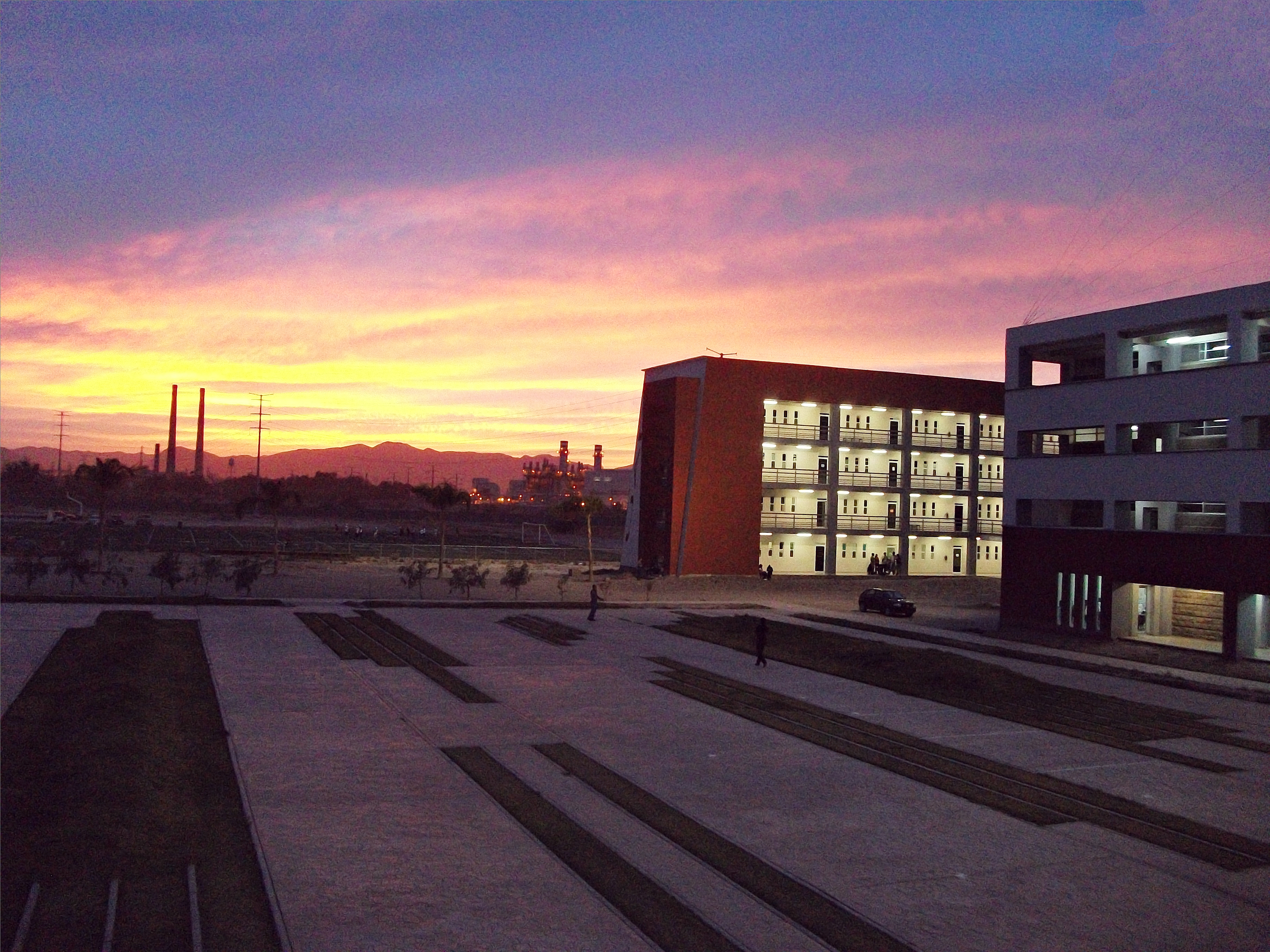
Universidad Autónoma de Durango, campus Laguna, en Gómez Palacio

## Cultura
Durango es cuna de diversos músicos destacados como Antonio Alvarado, Joaquín Amparán, Melquiades Campos, Pedro Michaca y Silvestre Revueltas del cual lleva el nombre en el mes de octubre en el Festival Cultural Revueltas como homenaje a la gran familia de artistas Revueltas, el cual se realiza desde 1998.
Uno de los espectáculos más apreciados por los habitantes de Durango es "Kicham", presentado por la Compañía Korían y dirigido por la profesora Elia María Morelos Favela, que integra a más de 100 actores en escena y presenta su temporada de estreno cada año en el mes de junio, siempre con temas diferentes, pero todos sobre cultura durangueña.

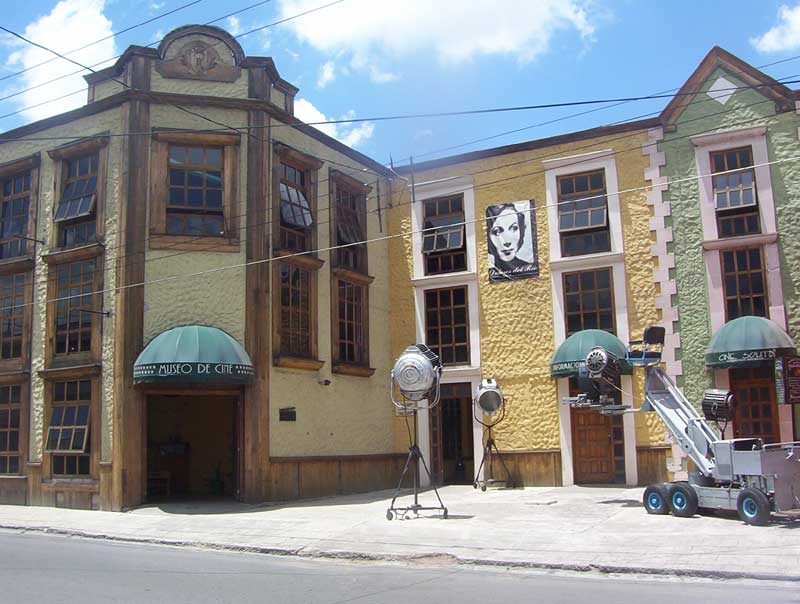
Museo de la cinematografía en Victoria de Durango

## Medios de comunicación
Las carreteras principales que cruzan el estado son: la carretera panamericana,  autopista Durango/Gómez Palacio, supercarretera Durango-Mazatlán con la que se conecta el corredor interoceánico Mazatlán-Matamoros  en esta carretera se encuentra el puente "El Baluarte" que es el que conecta Sinaloa con Durango y reconocido por el Récord Guiness como el puente atirantado más alto del mundo, también la carretera Durango-Fresnillo, Durango-Tepic, Durango-Guadalajara. Además, el estado cuenta con 24 radiodifusoras y siete televisoras.
En el mes de octubre se lleva a cabo el Festival Internacional Revueltas con la realización de 15 días de eventos culturales.
En el mes de julio se celebran las fiestas de la ciudad y se llevan a cabo con toda la tradicionalidad del Estado. Dentro de esta celebración se realizan eventos de todo tipo sobre todo culturales y de entretenimiento. Se crea una exposición ganadera dentro del recinto ferial. Además es buena plataforma para los empresarios duranguenses para dar a conocer sus productos y/o servicios.

## Deportes
| Equipo                 | Deporte          | Liga                                             | Estadio                                                    |
| ---------------------- | ---------------- | ------------------------------------------------ | ---------------------------------------------------------- |
| Alacranes de Durango   | Fútbol           | Segunda División de México                       | Estadio Francisco Zarco, Victoria de Durango, Dgo.         |
| Leñadores de Durango   | Baloncesto       | Liga Nacional de Baloncesto Profesional          | Auditorio del Pueblo, Victoria de Durango, Dgo.            |
| Generales de Durango   | Béisbol          | Liga Mexicana de Béisbol                         | Estadio Francisco Villa, Victoria de Durango, Dgo.         |
| Burros Blancos ITD     | Fútbol Americano | Conferencia C. Oloscoaga de la Conferencia Norte | Roberto Herrera Campa "El July", Victoria de Durango, Dgo. |
| Centuriones de Durango | Fútbol Americano | Liga AFAS Master                                 | Polideportivo Durango, Victoria de Durango, Dgo.           |

## Ubicación geográfica
| Noroeste: Chihuahua | Norte: Chihuahua | Nordeste: Coahuila |
| Oeste: Sinaloa      |                  | Este: Coahuila     |
| Suroeste: Nayarit   | Sur: Nayarit     | Sureste: Zacatecas |